# Liolaemus goetschi
Liolaemus goetschi especie de saurio de tamaño mediano del género Liolemus colectada en Laguna Playa (Río Negro, Argentina) y descripta por Müller y Hellmich en el año 1938, sobre la base de 6 ejemplares los cuales fueron depositados en los museos de Múnich (holotipo y paratipo hembra) y Breslau (resto del material tipo). 
Dicha especie ha sido motivo de controversia para los herpetólogos argentinos habiendo siendo erróneamente sinonimizada en una oportunidad con Liolaemus melanops y propuesta la sinonimia con L. martorii el motivo parece ser que no existía material tipo de la especie disponible para los científicos argentinos y que la especie no fue hallada en su localidad tipo. Es así que ha sido recientemente colectada en su localidad tipo y redescripta.